# Limnephilus pallens
Limnephilus pallens är en nattsländeart som först beskrevs av Banks 1920.  Limnephilus pallens ingår i släktet Limnephilus och familjen husmasknattsländor. Inga underarter finns listade i Catalogue of Life.